# Dianthus caespitosus
Dianthus caespitosus là loài thực vật có hoa thuộc họ Cẩm chướng. Loài này được Thunb. mô tả khoa học đầu tiên năm 1794.